# Kościół św. Wawrzyńca w Kolnicy
Kościół św. Wawrzyńca – rzymskokatolicki kościół parafialny w miejscowości Kolnica (województwo opolskie). Świątynia należy do parafii św. Wawrzyńca w Kolnicy w dekanacie Grodków, diecezji opolskiej. Dnia 18 maja 1964 roku, pod numerem 892/64 kościół został wpisany do rejestru zabytków nieruchomych województwa opolskiego.

## Historia kościoła
Pierwsze wzmianki o kościele pochodzą z 1242 roku. Jest to masywna, gotycka, orientowana budowla o ośmiokątnej wieży. Jej wysokość wynosi 34 metry i wieńczy ją płaski dach. Na przełomie XVIII i XIX wieku została rozbudowana. W 1814 roku podniesiona została wysokość wieży. W 1726 roku część kościoła spłonęła. W czasie działań wojennych w 1945 roku częściowo uszkodzony, po zakończeniu II wojny światowej odbudowany i odnowiony.

## Architektura i wnętrze kościoła
Większość wyposażenia kościoła pochodzi z XVIII wieku. Nad ołtarzem głównym znajdują się 4 figury, tj. św. Wawrzyńca, św. Sebastiana, św. Rocha i św. Jerzego. Po prawej stronie ołtarza znajduje się marmurowa chrzcielnica. Na ścianach, po obu stronach świątyni znajdują się stacje drogi krzyżowej. Ambona ozdobiona jest  rzeźbami:
- Jezusa na Górze Oliwnej wśród śpiących Apostołów,
- Czterech Ewangelistów,
- Dzieciątka Jezus z kulą symbolizującą Ziemię.

W zachodniej części kościoła znajduje się chór podparty na siedmiu drewnianych filarach z miejscem na organy. Teren wokół kościoła otoczony jest murem z kamienia narzutowego.